# Riccardia dilatata
Riccardia dilatata là một loài rêu trong họ Aneuraceae. Loài này được Spruce A. Schäfer-Verwimp & Pócs mô tả khoa học đầu tiên năm 2010.